# Julio Pellicer
Julio Pellicer y López (Belmez, 1872-Madrid, 1938) fue un dramaturgo y prosista español.

## Biografía
Habría nacido en 1872 en la localidad cordobesa de Belmez. Novelista y autor dramático, fue autor de varias obras teatrales en colaboración con López Silva y Blanco Belmonte. Era hermano de Francisca Pellicer y López, esposa del pintor Julio Romero de Torres, con quien Julio Pellicer mantuvo amistad. Fallecido el 4 de marzo de 1938 en Madrid, fue padre del pintor Rafael Pellicer.

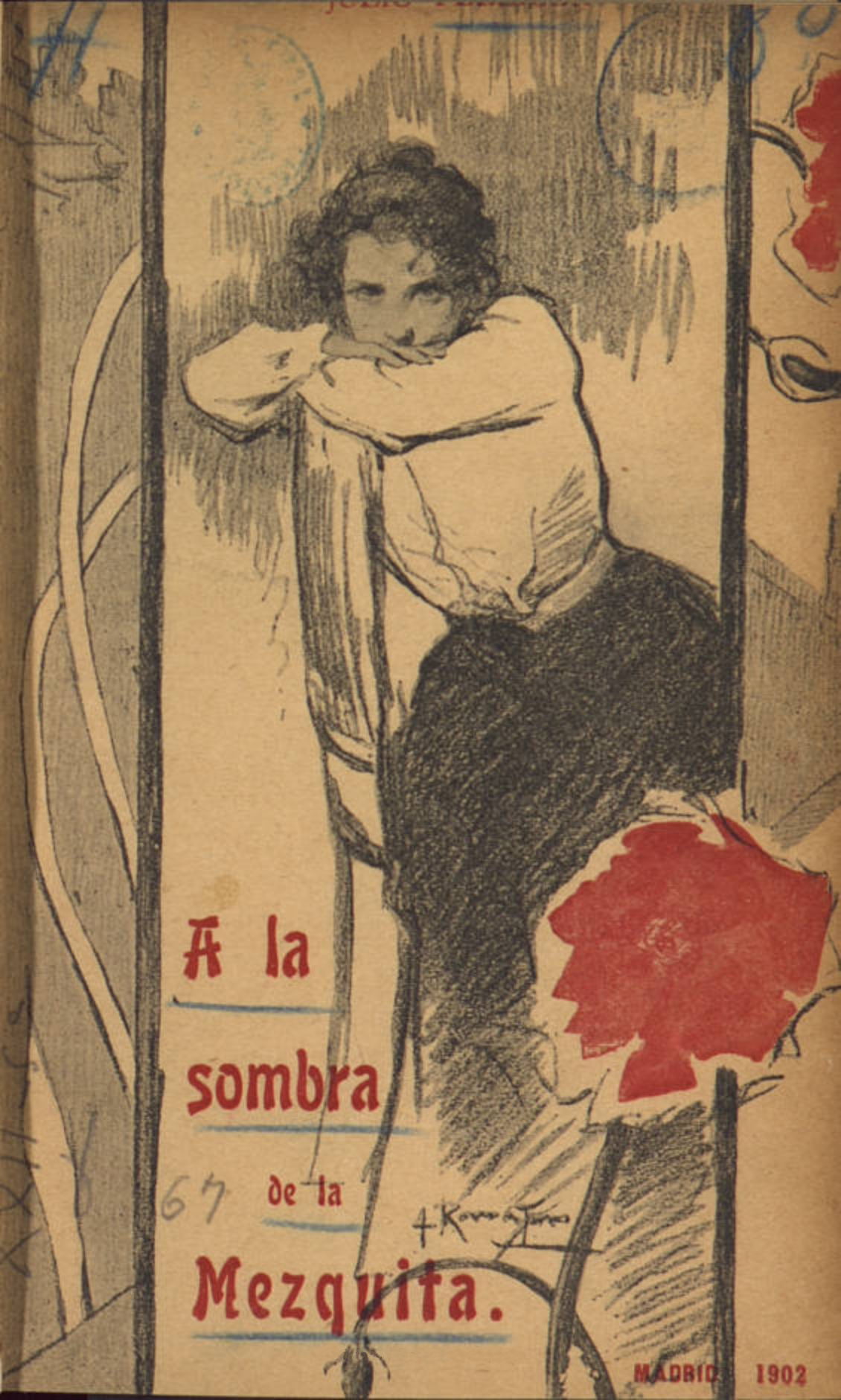
A la sombra de la Mezquita (1902)

Entre sus obras se encontraron títulos como Perfiles y semblanzas (1894), Pinceladas (1897), Tierra andaluza (1900), A la sombra de la Mezquita (1902), Mariposas blancas (con López Silva, 1906), Sangre moza (con López Silva, 1907), El arroyo (1912), Las malditas ideas (sainete en un acto y en prosa, junto con López Silva, 1914), El patio de los naranjos (sainete de costumbres cordobesas, 1916) y la zarzuela El aduar (1918).